# Língua garawa
Garawa (ou Garrwa, Gaarwa, Karawa, Leearrawa) é uma língua aborígene australiana falada pelo povo domemo nomeno norte da Austrália.

## Fonologia

### Vogais
|         | Anterior | Posterior |
| ------- | -------- | --------- |
| Fechada | i        | u         |
| Aberta  | a        | a         |

### Consoantes
|                | Periférica | Periférica | Periférica       | Laminal  | Apical     | Apical |
| Bilabial       | Velar      | Palatal    | Alveolo- palatal | Alveolar | Retroflexa |        |
| -------------- | ---------- | ---------- | ---------------- | -------- | ---------- | ------ |
| Oclusivo       | p          | k          | k̟                | c        | t          | ʈ      |
| Nasal Oclusiva | m          | ŋ          | ŋ̟                | ɲ        | n          | ɳ      |
| Lateral        |            |            |                  | ʎ        | l          | ɭ      |
| Rótica         |            |            |                  |          | r          | ɻ      |
| semivogal      | w          | w          |                  | j        |            |        |

## Amostra de texto
1-2 Wabula kamambarra barrabarruji, jali mikuyaji jambanyi, mikuyaji wabudanyi, nanamanji kamambarra, baki nanda barri jungku nyulili Kudnyina. Nanda barri jungkukili kingkarri nangandu Kudnyina, nanda karu jali jangkurranyi nangangi kudkanyi. Jungku bulili malumba, nanda baki Kud. Malumba bulili jungku nanankujarra. Mankumanku bulangkili nanamannga jangkurranyi. Yanyba bulili nanamannga jangkurr. Nyulu barrinani Kud nanda barri. 3 Nanda jalili jungku Kudnyina, yabimba nyuli bukamba yaji, laliji, baki jamba, baki kanja. Bukamba yaji nyuli yabimba. Waluwa mikuyaji, ngala bayngkani nyuli yabimba yaji, laliji, marda yaji wandijiyana, marda kanja. Bukamba yaji nyuli yabimba.  Ebible.or]
Português
[
1 No princípio era o Verbo, e o Verbo estava com Deus, e o Verbo era Deus. 2 O mesmo aconteceu no princípio com Deus. 3 Todas as coisas foram feitas por ele; e sem ele nada do que foi feito foi feito